# 羅尼·伍德
羅納德·大衛·伍德（英語：Ronald David Wood，1947年6月1日—）為英國搖滾音樂家、作曲人、多樂器演奏家、藝術家、作家與廣播主持人，最為人熟知的身分是自1975年成為滾石樂團的成員，他同時也是臉樂隊和傑夫·貝克樂隊的成員。
伍德在1964年加入The Birds開始了音樂生涯，在這之後他也短暫加入摩德組合The Creation且出現於其少量單曲裡。伍德在1967年以貝斯手身分加入傑夫·貝克樂隊，但在這期間樂隊所發行的專輯《Truth》和《Beck-Ola》也僅有中等的成績。
在傑夫·貝克樂隊於1969年解散後，伍德與隊友洛·史都華一同與前小臉樂隊成員：羅尼·蓮恩、伊恩·麥克拉根和肯尼·瓊斯改組為臉樂隊。樂隊在英國與歐洲大陸獲得巨大的成功，但在美國就不是那麼一回事。
1974年，在臉樂隊開始分裂時，伍德開始了個人計畫，並錄製了第一張個人專輯《I've Got My Own Album to Do》。參與該專輯錄製的人包括隊友伊恩·麥克拉根、前披頭士成員喬治·哈里森、以及伍德的長年好友—滾石樂團的基思·理查茲。在米克·泰勒離開滾石之後，理查茲很快的邀請了伍德加入，而伍德也在1975年成為滾石的固定成員至今。
除了《I've Got My Own Album to Do》以外，伍德還錄製了其他個人作品。《Now Look》以及與羅尼·蓮恩合作的原聲帶專輯《Mahoney's Last Stand》發行於1975年。1979年的《Gimme Some Neck》、1981年的《1234》均有不錯的成績。最後則是1992年的《Slide on This》、2002年的《Not for Beginners》和2010年的《I Feel Like Playing》。羅尼·伍德入選過搖滾名人堂兩次，第一次是1989年作為滾石樂團的成員，第二次是2012年作為臉樂隊的成員。

## 外部連結
- Ronnie Wood.com （页面存档备份，存于）
- 羅尼·伍德的推特 （页面存档备份，存于）
- 羅尼·伍德官方YouTube頻道 （页面存档备份，存于）
- 尖叫畫廊網站
- 羅尼·伍德在互联网电影资料库（IMDb）上的資料（英文）
- 舊金山藝術交流網